# Kalilaia
Kalilaia ist eine kleine Riffinsel im Riffsaum des Atolls Nukulaelae im Inselstaat Tuvalu.

## Geographie
Kalilaia liegt zusammen mit Tapulaeani im östlichen Riffsaum des Atolls. Nach Norden schließt sich Tumiloto an und im Süden Niuoko.